# پدر (فیلم ۱۹۶۶)
پدر (مجاری: Apa) فیلمی مجارستانی در سبک درام به نویسندگی و کارگردانی ایشتوان سابو است که در سال ۱۹۶۶ منتشر شد.